# 마르가리다 코르데이루
마르가리다 코르데이루(포르투갈어: Margarida Martins Cordeiro 마르가리다 마르팅스 코르데이루[*], 1938년 7월 5일)는 포르투갈의 정신과 의사, 영화 감독, 연출가, 각본가이다. 남편인 안토니우 헤이스와 함께 포르투갈의 노부 시네마 운동을 이끌었으며, 다이렉트 시네마 기법을 사용한 다큐멘터리 영화로 유명하다.

## 작품 활동
- 1973년 《자이메》 (감독: 안토니우 헤이스, 각본·공동 연출: 마르가리다 코르데이루)
- 1975년 《트라스-우스-몽트스》 (공동 감독: 안토니우 헤이스)
- 1984년 《아나》 (공동 감독: 안토니우 헤이스)
- 1989년 《사막의 장미》 (공동 감독: 안토니우 헤이스)